# Vejers Redningsstation

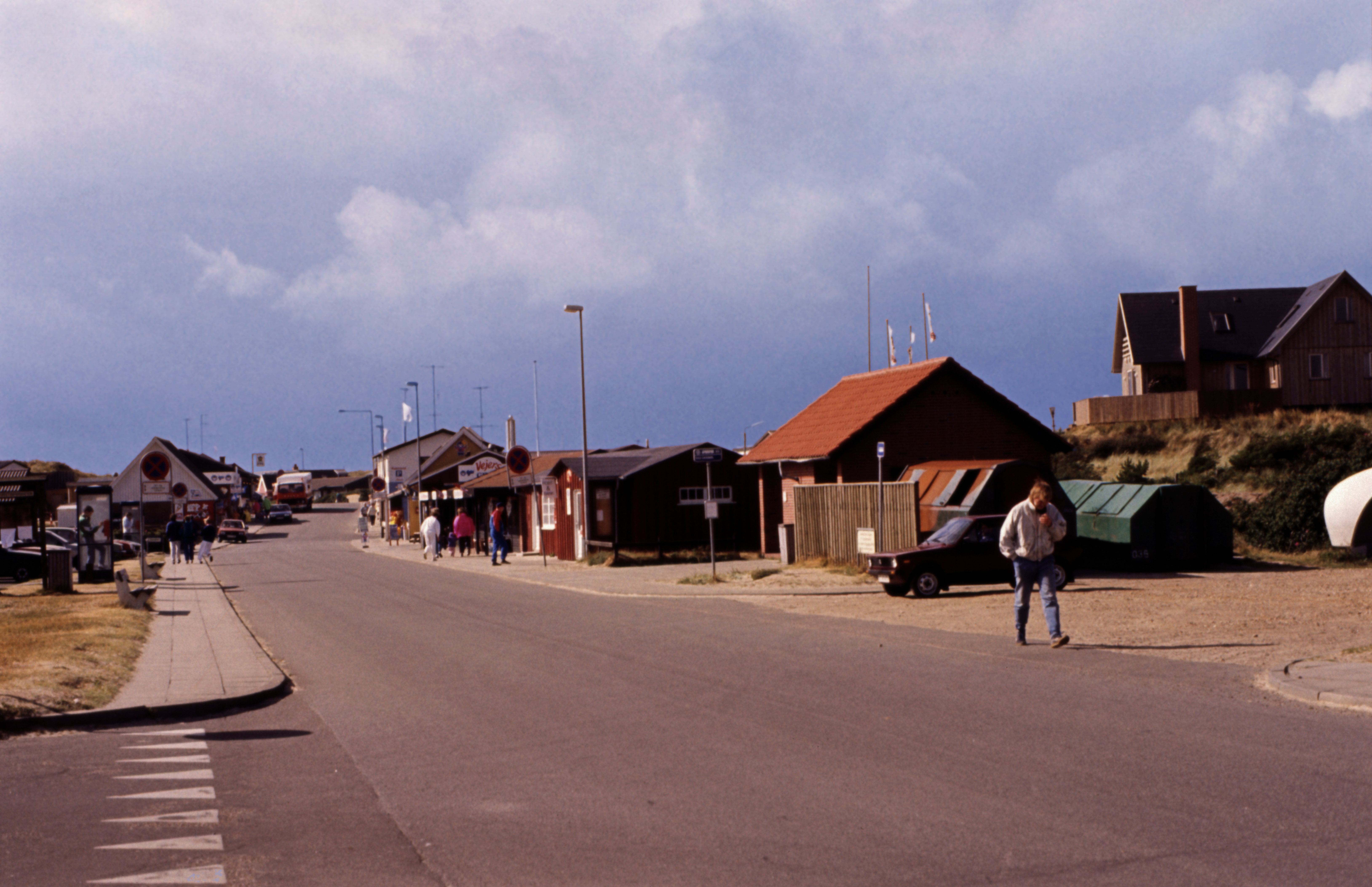
Vejers Havnevej i Vejers Strand, 1990

Vejers Redningsstation var en dansk sjöräddningsstation, som inrättades 1882 i Vejers Strand i Oksby Sogn i nuvarande Varde kommun av Det Nørrejydske Redningsvæsen.
Horns Rev utanför Blåvandshuk var på 1800-talet ett fruktat rev och känt som ett av de farligaste farvattnen i Nordsjön. Blåvand Redningsstation inrättades 1852, samtidigt med organiserandet av Det Nørrejydske Redningsvæsen, och hade då ansvar för farvattnen mellan Skallingen i söder och Vejers i norr. Ytterligare räddningsstationer på Skallingen respektive i Vejers tillkom 1877 respektive 1882.
Vejers Redningsstation var från början en räddningsstation med enbart raketapparat. Den utvidgades som båtstation 1887. År 1973 drogs räddningsbåten in, och 1975 lades stationen ned helt och hållet. Räddningsbåten flyttades som museibåt till Blåvand Redningsstation.